# Гражданская война в Наварре
Гражданская война в Наварре — условное название конфликта 1451—1455 годов (в ряде источников датой окончания считается 1464 год). Причиной конфликта стал спор о престолонаследии спустя десять лет после смерти Бланки I, королевы Наварры; трон узурпировал её второй супруг, Хуан II Арагонский, права которого оспаривал его сын, Карл Вианский, не удовольствовавшийся предложенным ему отцом титулом лейтенанта Наварры.
Война была длительной, но не кровавой; в 1452 году войска Карла были разбиты, а сам он бежал во Францию. К 1455 году Наварра фактически перешла под полный контроль Арагона.

## Предпосылки
Королева Бланка I была замужем дважды — за Мартином I Сицилийским, а затем — за Хуаном II Арагонским (с 1419). В 1425 году, когда Бланка и Хуан взошли на трон, инфант Карл (род. в 1421) получил титул принца Вианского как наследник престола Наварры.
Хуан II, брат короля Альфонса V Арагонского, находился в конфликте с кастильской фракцией при наваррском дворе, которую поддерживал король Хуан II Кастильский. В свою очередь Хуан Арагонский пытался интриговать при кастильском дворе. Королева Бланка I старалась оставаться в стороне от этих интриг, защищая уклад, сформированный ее отцом Карлом III.
Когда в 1441 году королева Бланка умерла, трон остался в руках Хуана II Арагонского, который почти не появлялся в Наварре, и его сына Карла Вианского, который в должности лейтенанта фактически вершил королевскую власть, как это было предусмотрено в завещании его матери. В своем завещании Бланка также просила сына уважать достоинство и честь своего отца и не принимать короны без его согласия. Но для этого была необходима гармония между отцом и сыном, которой не было.
В Наварре существовали две противоборствующие фракции знати: Аграмонты, возвысившиеся в начале XII века при Санчо VII Сильном, и Бомоны, фавориты Карла III. Вековое соперничество между двумя влиятельными родами, полное интриг, в итоге привело к открытой войне.

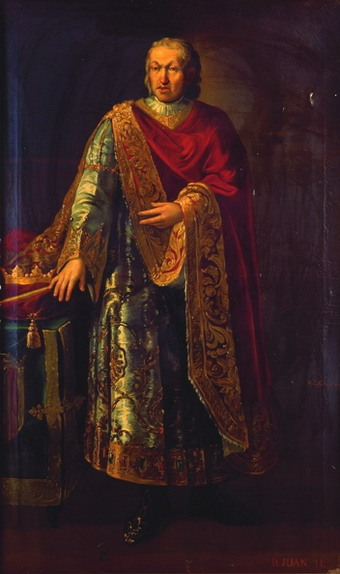
Хуан II Арагонский

Пребывание Хуана II Арагонского за пределами Наварры позволяло избегать конфликтов между ним и Карлом Вианским, который поселился в Олите, во дворце своего деда Карла III, и окружил себя представителями рода Бомонов. В это время Хуан II Арагонский пытался добиться короны Кастилии. Для этого он женился во второй раз на Хуане Энрикес в 1444 году, добившись тем самым родства с самой могущественной семьей Кастилии. Кастильские дворяне также заинтересовались возможностью присоединения Наварры и пообещали Хуану поддержку с борьбе с сыном. Когда в 1451 году силы Хуана II вторглись в Наварру, заняв Бурадон и расположившись в непосредственной близости от Пуэнте-ла-Рейна, Карл Вианский смог сплотить своих сторонников в лице Бомонов, и началась гражданская война.

## Начало конфликта
Конфликт представлял собой не столько вооруженную борьбу, сколько совокупность экспедиций, стычек и взаимного саботажа.
Осенью 1451 года Карл Вианский и его капитан Луис де Бомон попали в плен в битве при Эйбаре. Карл был заключен в тюрьму и почти два года находился в крепостях Тафаллы, Туделы, Маллена, Монроя и Сарагосы. Тем временем обстановка в Наварре накалялась. Кортесы, руководящие органы и администрация раскололись на две части. Большинство наваррцев поддержали Карла Вианского, за исключением городов Рибера-Наварры, которые Хуан II передал своим союзникам, и городов Эстелла, Сангуэса и Тудела.
В 1455 году, столкнувшись с патовой ситуацией, Хуан II решил усилить свои позиции и выдал в Барселоне свою дочь Элеонору за графа Гастона IV де Фуа, предложив ему стать наследником трона Наварры. Гастон IV де Фуа смог добиться верности Памплоны и других оплотов повстанцев и, как только получил согласие короля Франции, занял Нижнюю Наварру и в Сангуэсе встретился с инфантой Элеонорой. В союзе с Гастоном Хуан II лишил своего сына Карла Вианского наследства. Однако еще одной претенденткой на наваррский трон являлась сестра Карла и также дочь Хуана II и Бланки I, Бланка II, жена кастильского короля Энрике IV. В защиту своих прав и прав своей сестры Карл Вианский отправился в Неаполь, чтобы запросить арбитража своего дяди Альфонса V. Но переговоры не состоялись, поскольку Альфонс умер в 1458 году, и Арагон также перешел под власть Хуана II.

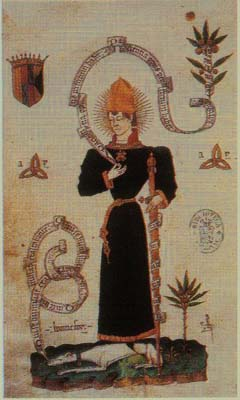
Карл Вианский

В 1460 году Энрике IV предпринял экспедицию в Наварру в поддержку династических прав своей жены. После девяти месяцев борьбы Хуан II смог вернуть занятые кастильцами земли и раздал их своим сторонникам.

## Смерть Карла Вианского и Бланки II
В 1460 году в Барселоне было достигнуто соглашение о мире. Бомоны сохранили свои привилегии в Наварре, но появились новые разногласия, что привело к повторному аресту Карла Вианского и его заключению в Лериде. В ответ его сторонники начали новое восстание против Хуана II. В 1461 году Карл был освобожден благодаря усилиям его сторонников среди кастильской знати, но уже через 16 дней он умер, вероятно, от туберкулеза, хотя ходили слухи о его отравлении Хуаном II или мачехой Хуаной Энрикес. Эти слухи вызвали масштабное восстание в Каталонии.
Тем временем Бланка II, сестра Карла и Элеоноры, была заключена своим отцом в тюрьму в Олите. 23 апреля 1462 года Гастон де Фуа и Элеонора решили перевезти пленницу в Беарн. Бланка, опасаясь быть отравленной, составила завещание, в котором передала свои права на наваррский трон Энрике IV Кастильскому, а не сестре Элеоноре. В ноябре 1464 года Бланка присутствовала вместе со своим отцом на заседании наваррских кортесов, но через десять дней, 2 декабря 1464 года, она умерла в Ортезе, по слухам отравленная собственной сестрой Элеонорой.
В 1464 году было достигнуто общее перемирие, и Хуан II примирился с Бомонами.

## Последствия
В сентябре 1468 года Хуан II написал письмо своей дочери Элеоноре де Фуа, управлявшей Наваррой как лейтенант, в котором напомнил ей, что она не может действовать без его разрешения. Епископ Памплоны Николас де Эчабарри организовал созыв кортесов, чтобы дать ответ Хуану II, учитывая угрозы с его стороны. Вскоре после этого епископ был убит. Элеонора и Гастон де Фуа восстали против Хуана II и Хуаны Энрикес. В этот раз Аграмонты встали на сторону Элеоноры, а Бомоны поддержали Хуана II. Хуана Энрикес открыто требовала присоединения Наварры к Кастилии и Арагону, объединившимся под рукой ее сына Фердинанда II, который женился в 1469 году на Изабелле Кастильской.
Хуана Энрикес встретилась с Элеонорой де Фуа в Эхее 20 июня 1467 года. На встрече была достигнута договоренность, что Элеонора сохраняет корону Наварры, но отказывается от претензий на Арагон. Элеонора смогла добиться от отца подписания в Олите 30 мая 1471 года отказа от претензий на Наварру, но в различных официальных документах Хуан II продолжал подтверждать права своего сына Фердинанда на Наварру.
В 1474 году, после смерти Энрике IV, Фердинанд и Изабелла были признаны королем и королевой Кастилии. При этом Фердинанд не отказался от претензий на Наварру. 6 мая 1476 года, за три года до смерти своего отца, в официальном документе Фердинанд был назван «милостью Божьей король Наварры, Кастилии, Леона, Португалии, Сицилии и первородный сын Арагона», что бросало вызов его отцу и сестре Элеоноре.
Несколько месяцев спустя, 2 октября, Фердинанд II добился соглашения с Хуаном II, Луисом Бомоном и Пьерром де Перальтой (лидером Аграмонтов) о перемирии на восемь месяцев и проведении переговоров об окончательном мире. В качестве гарантий переговоров Фердинанд занял Памплону и ряд других городов, разместив там своих солдат. Бомоны также укрепили свое положение. Жалобы Элеоноры отцу на действия Фердинанда ни к чему не привели. Через два года Фердинанду удалось получить крепость Эстелла.
Через 8 дней после смерти Хуана II 20 февраля 1479 года было объявлено, что корона Наварры переходит Элеоноре де Фуа, но она умерла уже спустя 15 дней. Своим наследником Элеонора провозгласила несовершеннолетнего внука Франсиско де Фуа, рекомендовав ему принести вассальную клятву французскому королю. Регентство взяла на себя мать Франсиско Мадлен. Фердинанд II попытался не допустить перехода Наварры в руки французов путем брака между Екатериной де Фуа, сестрой Франсиско, и своим сыном Хуаном, но потерпел неудачу. Преждевременная смерть Франсиско I де Фуа от яда в 1483 году сделала Екатерину королевой Наварры, в следующем году она была выдана за Жана III де Альбре.